# Fontenai-les-Louvets
Fontenai-les-Louvets – miejscowość i dawna gmina we Francji, w regionie Normandia, w departamencie Orne. W 2016 roku populacja ówczesnej gminy wynosiła 267 mieszkańców. 
W dniu 1 stycznia 2019 roku z połączenia czterech ówczesnych gmin – Fontenai-les-Louvets, Livaie, Longuenoë oraz Saint-Didier-sous-Écouves – powstała nowa gmina L'Orée-d'Écouves. Siedzibą gminy została miejscowość Livaie. 